# Verwaltungsgliederung der Oblast Kurgan

Verwaltungsgliederung der Oblast Kurgan

Die Oblast Kurgan im Föderationskreis Ural der Russischen Föderation gliedert sich in 24 Rajons und 2 Stadtkreise. Den Rajons sind insgesamt 13 Stadt- und 422 Landgemeinden unterstellt (Stand: 2010).

## Stadtkreise
| Stadtkreis | Einwohner | Fläche (km²) | Bevölkerungs- dichte (Ew./km²) |
| ---------- | --------- | ------------ | ------------------------------ |
| Kurgan     | 322.383   | 390          | 827                            |
| Schadrinsk | 74.567    | 202          | 369                            |

## Rajons
| [ 2 ] | Rajon             | Einwohner | Fläche (km²) | Bevölkerungs- dichte (Ew./km²) | Stadt- bevölkerung | Land- bevölkerung | Verwaltungssitz   | Weitere Orte   | Anzahl Stadt- gemeinden | Anzahl Land- gemeinden |
| ----- | ----------------- | --------- | ------------ | ------------------------------ | ------------------ | ----------------- | ----------------- | -------------- | ----------------------- | ---------------------- |
| 1     | Almenewski        | 12.560    | 2.510        | 5,0                            | –                  | 12.560            | Almenewo          |                | –                       | 12                     |
| 2     | Beloserski        | 18.384    | 3.420        | 5,4                            | –                  | 18.384            | Beloserskoje      |                | –                       | 19                     |
| 4     | Dalmatowski       | 31.075    | 3.530        | 8,8                            | 13.850             | 17.225            | Dalmatowo         |                | 1                       | 25                     |
| 24    | Jurgamyschski     | 22.533    | 2.600        | 8,7                            | 7.574              | 14.959            | Jurgamysch        |                | 1                       | 15                     |
| 6     | Kargapolski       | 33.149    | 3.220        | 10,3                           | 13.266             | 19.883            | Kargapolje        | Krasny Oktjabr | 2                       | 19                     |
| 7     | Kataiski          | 25.425    | 2.690        | 9,5                            | 14.154             | 11.271            | Kataisk           |                | 1                       | 15                     |
| 8     | Ketowski          | 61.867    | 3.550        | 17,4                           | –                  | 61.867            | Ketowo            |                | –                       | 28                     |
| 9     | Kurtamyschski     | 35.526    | 3.950        | 9,0                            | 17.851             | 17.675            | Kurtamysch        |                | 1                       | 20                     |
| 10    | Lebjaschjewski    | 19.677    | 3.180        | 6,2                            | 6.931              | 12.746            | Lebjaschje        |                | 1                       | 18                     |
| 11    | Makuschinski      | 21.368    | 3.480        | 6,1                            | 9.476              | 11.892            | Makuschino        |                | 1                       | 18                     |
| 12    | Mischkinski       | 20.112    | 3.050        | 6,6                            | 8.299              | 11.813            | Mischkino         |                | 1                       | 17                     |
| 13    | Mokroussowski     | 14.039    | 3.080        | 4,6                            | –                  | 14.039            | Mokroussowo       |                | –                       | 17                     |
| 14    | Petuchowski       | 21.386    | 2.780        | 7,7                            | 11.261             | 10.125            | Petuchowo         |                | 1                       | 17                     |
| 15    | Polowinski        | 13.809    | 2.730        | 5,1                            | –                  | 13.809            | Polowinnoje       |                | –                       | 15                     |
| 16    | Pritobolny        | 17.189    | 2.290        | 7,5                            | –                  | 17.189            | Gljadjanskoje     |                | –                       | 14                     |
| 17    | Safakulewski      | 15.284    | 2.290        | 6,7                            | –                  | 15.284            | Safakulewo        |                | –                       | 13                     |
| 20    | Schadrinski       | 31.927    | 4.250        | 7,5                            | –                  | 31.927            | Schadrinsk        |                | –                       | 35                     |
| 21    | Schatrowski       | 19.822    | 3.580        | 5,5                            | –                  | 19.822            | Schatrowo         |                | –                       | 17                     |
| 23    | Schtschutschanski | 25.148    | 2.910        | 8,6                            | 11.019             | 14.129            | Schtschutschje    |                | 1                       | 17                     |
| 22    | Schumichinski     | 31.347    | 2.820        | 11,1                           | 18.637             | 12.710            | Schumicha         |                | 1                       | 17                     |
| 5     | Swerinogolowski   | 10.937    | 1.400        | 7,8                            | –                  | 10.937            | Swerinogolowskoje |                | –                       | 8                      |
| 19    | Tschastoosjorski  | 6.463     | 1.900        | 3,4                            | –                  | 6.463             | Tschastooserje    |                | –                       | 9                      |
| 3     | Wargaschinski     | 22.066    | 3.020        | 7,3                            | 10.154             | 11.912            | Wargaschi         |                | 1                       | 18                     |
| 18    | Zelinny           | 19.523    | 3.460        | 5,6                            | –                  | 19.523            | Zelinnoje         |                | –                       | 19                     |

Anmerkungen:
1. 1 2  Einwohnerzahlen vom 1. Januar 2010 (Berechnung)
2. ↑  Nummer des Rajons in der Karte (in alphabetischer Reihenfolge der Rajonnamen im Russischen)
3. ↑  Siedlungen städtischen Typs bzw. Stadtgemeinden
4. ↑  Stadt gehört nicht zum Rajon, sondern bildet eigenständigen Stadtkreis; Einwohnerzahl der Stadt nicht bei der Berechnung der Bevölkerungsdichte berücksichtigt